# Ferrier (cràter)
Ferrier és un cràter d'impacte en el planeta Venus de 29,1 km de diàmetre. Porta el nom de Kathleen Ferrier (1912-1953), cantant d'òpera anglesa, i el seu nom va ser aprovat per la Unió Astronòmica Internacional el 1991.